# بطولة العالم لكرة الطائرة للسيدات
بطولة العالم لكرة الطائرة للسيدات التابعة للاتحاد الدولي لكرة الطائرة هي مسابقة دولية لكرة الطائرة تتنافس عليها الفرق الوطنية للسيدات من أعضاء الاتحاد الدولي للكرة الطائرة (الاتحاد الدولي لكرة الطائرة)، الهيئة الحاكمة العالمية للرياضة. كانت الفجوة الأولية بين البطولات متغيرة، ولكن منذ بطولة العالم لكرة الطائرة للسيدات عام 1970 يتم منحها كل أربع سنوات. البطل الحالي هو صربيا ، التي فازت بلقبها الثاني في بطولة 2022 في هولندا وبولندا.
يتضمن الشكل الحالي للمسابقة مرحلة تأهيل، والتي تجري حاليًا على مدى السنوات الثلاث السابقة، لتحديد الفرق المؤهلة لمرحلة البطولة، والتي تسمى غالبًا نهائيات بطولة العالم . 24 فريقًا بما في ذلك الدولة (أو الدول) المضيفة المؤهلة تلقائيًا، يتنافسون في مرحلة البطولة على اللقب في ملاعب داخل الدولة (الدول) المضيفة على مدار شهر تقريبًا.

## تاريخ
يعود تاريخ بطولة العالم إلى بدايات كرة الطائرة كرياضة احترافية عالية المستوى. كان من أولى الإجراءات الملموسة التي اتخذها الاتحاد الدولي لكرة الطائرة بعد تأسيسه في عام 1947 إنشاء مسابقة دولية تضم فرقًا من أكثر من قارة واحدة. في عام 1949 أقيمت النسخة الأولى من بطولة العالم للرجال في براغ ، تشيكوسلوفاكيا . في تلك المرحلة كانت البطولة لا تزال مقتصرة على أوروبا.
بعد ثلاث سنوات، تم تقديم نسخة نسائية تمت مزامنة الأحداث وتوسيعها لتشمل دولًا من آسيا ، وبدأت في عقدها في دورات مدتها 4 سنوات. في الإصدار التالي كانت هناك أيضًا فرق من أمريكا الجنوبية والوسطى والشمالية. حتى عام 1974، كانت الدولة المضيفة للبطولة تنظم كلاً من منافسات الرجال والسيدات، باستثناء دورة 1966/1967 التي جرت في سنوات مختلفة. منذ عام 1978 ، لم تتم ملاحظة هذه الممارسة إلا من حين لآخر على سبيل المثال، في عام 1998 وفي طبعة عام 2006، التي عقدت كما كان في اليابان.

## حاملوا اللقب
فاز الاتحاد السوفيتي خمس مرات. الفائز الآخر في بطولة العالم هما اليابان وكوبا ، مع ثلاثة ألقاب لكل منهما ؛ الصين وروسيا وصربيا ، بلقبين لكل منهما ؛ وإيطاليا والولايات المتحدة ، بلقب واحد لكل منهما.
في 15 أكتوبر 2022 ، أعلن الاتحاد الدولي للكرة الطائرة عن توسيع بطولة العالم والتغييرات على صيغة المنافسة المشتركة. سيتنافس إجمالي 32 فريقًا على النسخ المستقبلية من البطولة. 

## أنظر أيضاً
- الكرة الطائرة في دورة الالعاب الاولمبية الصيفية
- بطولة العالم لكرة الطائرة للرجال
- دوري الأمم لكرة الطائرة للسيدات

## روابط خارجية
- الموقع الرسمي